# Signatur (skivbolag)
Signatur var ett kristet skivbolag som gav ut flera av de mest kända kristna artisterna under 1970-talet, till exempel Choralerna, Pelle Karlsson, Roland Utbult, Charlotte Höglund och Ingemar Olsson.